# Bernaert de Rijckere
Bernaert de Rijckere (c. 1535 – 1590) fue un pintor renacentista flamenco conocido por su pintura de historia y sus retratos. 

## Vida
De Rijckere nació en Kortrijk. Su padre era un platero relativamente acomodado y trabajaba en la Cámara de retórica local, de la que se convirtió en diácono. No está documentado quién fue el maestro de De Rijckere. La primera obra documentada es un Calvario pintado en 1560 para el altar de los retóricos en la iglesia local de San Martín en Kortrijk, donde todavía se encuentra la obra. Poco después de completar este encargo, De Rijckere se mudó a Amberes, donde se unió al Gremio de San Lucas como maestro en 1561.
De Rijckere parece que mantuvo una relación cercana con Anthonis Palermo, quien fue diácono del Gremio de Amberes y estuvo trabajó como artista y como comerciante de arte. En 1563 se casó con Maria Boots, que probablemente estaba en buena posición. Compró una propiedad en Jodenstraat en Amberes, donde vivió la mayor parte de su vida. Más tarde compraría más propiedades en el área de Amberes, un signo de su prosperidad, particularmente después de la muerte de su padre. Se convirtió en miembro de la cámara de retórica de Amberes De Violieren en 1585. Sus hijos Abraham y Daniel ambos aprendieron con él.
De Rijckere murió en Amberes en 1590.

## Trabajo

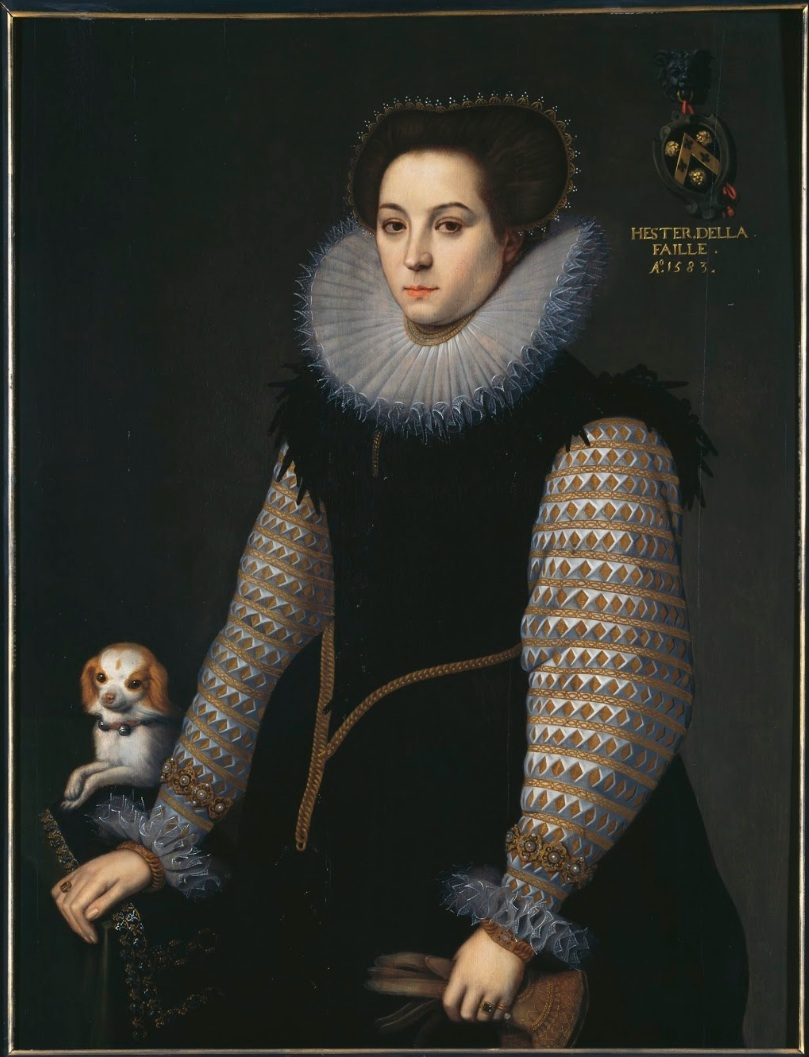
Retrato de Hester della Faille

De Rijckere es conocido por sus paisajes, retratos, representaciones religiosas cristianas y pinturas míticas y alegóricas. En la actualidad, en general se cree que es el mismo que el Monogrammist B, el autor de los dibujos firmados con el monograma B, algunos de los cuales están en el Louvre. Sin embargo, el historiador de arte holandés Hessel Miedema cree que el Monogrammist B debe identificarse con alguien "en el círculo de Bernaert de Rijckere" en lugar de con el propio De Rijckere.
Sobre la base de los dibujos firmados con el monograma B, una serie de pinturas se han atribuido ahora a de Rijckere.

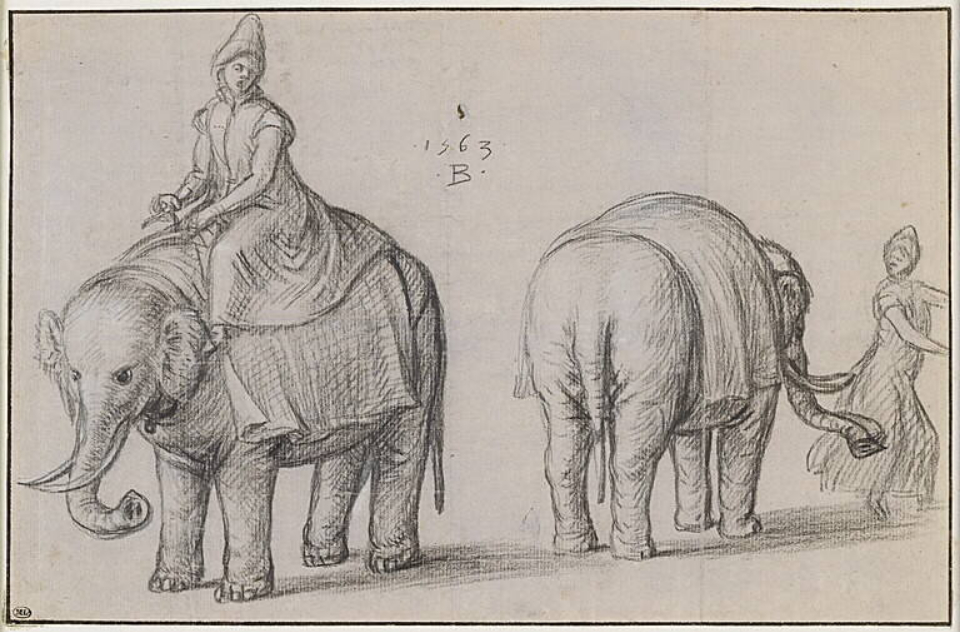
Dos estudios de elefantes y sus cuidadores

Solo una de sus obras está actualmente presente en Amberes, una Decapitación de San Mateo en la Catedral de Nuestra Señora. Debió haber habido más ya que Rubens fue dueño del cuadro El festín de los Dioses realizado por Bernaert de Rijckere, una de las dos pinturas de historia del Renacimiento flamenco en el patrimonio de Rubens (la otra es de Michiel Coxie ). Existen más obras actualmente ubicadas en su lugar de nacimiento, Kortrijk. En 1585 recibió un encargo del maestro de la Iglesia de San Martín en Kortrijk para un tríptico sobre Pentecostés, que completó tres años más tarde. La obra, que muestra una composición madura y una rica paleta, todavía se encuentra en la iglesia. 
De Rijckere también trabajó como copista, una actividad en la que fue ayudado por sus hijos. Copió obras de Frans Floris, Maerten de Vos, Jan van Cleef, Willem Key, Cornelis van de Capelle y Gillis van Coninxloo. Su producción como copista fue tan grande que fue considerado como un "fabricante" de pinturas. Sus clientes fueron principalmente ciudadanos prominentes de Amberes.

## Otras lecturas
- KG Boon, De Antwerpse Schilder Bernaert de Rijckere en zijn tekeningen-oeuvre, en Oud Holland, 91, 1977, pp. 109-131.
- Hanna Benesz, Alegorical Female Bustos por Bernaert de Rijckere en el Museo Nacional de Varsovia, en Oud Holland, 111, 1997, pp. 1-12.
- Karl Johns, Magdalene at the Crossroads y Bernaert de Rijckere, en Cynthia P. Schneider, William W. Robinson, Alice I. Davies (eds.), Shop Talk, Cambridge, Massachusetts, 1995, pp. 120-123
- Detlev Kreidl, Zur Bestimmung des Wiener Diana und Aktäon-Bildes y Werk des Bernaert de Rijckere, en Oud Holland, 93, 1979 pp. 47-51